# Средства для измерения углов
Средства для измерения углов
Углы изделий измеряют тремя основными методами:
1. методом сравнения  с жесткими контрольными [эталонными] инструментами — угловыми мерами, угольниками, конусными калибрами и шаблонами;
2. абсолютным гониометрическим методом, основанным на использовании приборов с угломерной шкалой;
3. косвенным тригонометрическим методом, который заключается в определении линейных параметров, связанных с измеряемым углом тригонометрической функцией.

Для хранения и передачи единицы плоского угла, градуировки угломерных приборов, а также для непосредственных измерений служат угловые призматические меры. Они выпускаются в виде наборов плиток толщиной 5 мм с градацией 2 градуса, 1 градус, и т.д. Набор состоит из 93 плиток с номинальными углами до 90 градусов. Угловые меры изготавливают трех классов точности: 0, 1, 2.
Для проверки и разметки прямых углов, для контроля изделий при сборке или монтаже и т.д. предназначены угольники поверочные.
Для проверки углов конусов служат калибры-втулки (для проверки наружных конусов) и калибры-скобы (для контроля внутренних конических поверхностей).
При абсолютных измерениях величина угла определяется непосредственно в угловых единицах с помощью угломеров, делительных головок, микроскопов и других приборов. Наибольшее распространение получили нониусные угломеры, которые выпускаются двух типов: УН — для измерения наружных и внутренних углов и УМ — для измерения наружных углов. Наружными называются углы 0 – 180 градусов, внутренними — углы больше 180 градусов. Устройство нониуса универсального угломера принципиально ничем не отличается от устройства нониуса штангенинструментов.
Для контроля горизонтальности и вертикальности плоских и цилиндрических поверхностей, а также для оценки углов отклонений реальных поверхностей деталей от заданных применяются различного рода уровни.

## Инструменты для измерений
Инструментами для измерений углов являются:
- транспортир.
- угломер.
- гониометр — прибор для лабораторного измерения углов.
- кипрегель — геодезический угломерный инструмент. Состоит из металлической линейки с уровнем и прикреплённой к ней колонки, в верхней части которой на горизонтальной оси размещены зрительная труба с вертикальным кругом. Кипрегель применяют при топографическом съёмке местности.
- астролябия (гномон, трикветрум) — для измерения горизонтальных углов и определения азимутов светил.
- универсал (теодолит & тахеометр) — применяется для измерения вертикальных и горизонтальных углов в геодезии/астрономии.
- секстант (оптический квадрант) — астрономический угломерный инструмент, используемый в мореходстве и авиации (авиасекстант); применяется для измерения высоты Солнца и других светил над горизонтом с целью определения географической широты и долготы той местности, в которой производится измерение.
- меридианный круг — один из основных угломерных астрометрических инструментов.
- компас (магнитный и гироскопический) — простейший прибор, с помощью которого определяют стороны света, а также румбы и азимуты. Применяют в геодезии, мореходстве, самолётовождении, подземельных проходах (в туннелях, шахтах, катакомбах) и так далее.
- буссоль (вид-разновидность компаса) — прибор для измерения горизонтальных углов между магнитным меридианом и направлением (азимутом) на какой-либо предмет (см. также Курсовертикаль. Измерение углов поворота и матрицы направляющих косинусов).
- инклинометр (от лат. inclino — наклоняю и греч. μετρέω — измеряю) — инструментальный прибор, каковой опускают на кабеле в буровую скважину, чтобы определить её искривление, то есть угол и азимут отклонения оси скважины от вертикали.
- пеленгатор (нидерл. peiling, букв. — определение уровня) — прибор для определения направлений (пеленгов), в которых располагаются относительно наблюдателя земные объекты и небесные тела, а также для определения углов между продольной вертикальной плоскостью симметрии судов, самолётов, космических кораблей и направлением на какой-либо предмет (маяк, радиомаяк и т. п.), каковой выбирают за точку отсчёта (радиокомпас).
- радиолокатор (на аэродромах) — прибор определяет расстояние до самолета, угол, под которым самолет виден над горизонтом, и угол между направлением на самолет и направлением на север, т. е. определяет его сферические координаты.
- гировертикаль (гирогоризонт, авиагоризонт) — гироскопический прибор для определения направления истинной вертикали (или плоскости горизонта); используют для определения продольного и поперечного угла наклона (крена) самолёта или судна, для наведения на цель и т. п; углы крена передаются электрическими сигналами на указатель кренов, автопилот, автоштурман и тому подобное (см. также кренометр).
- гирополукомпас — авиационный гироскопический прибор для измерения углов разворота и выдерживания курса самолёта, ракеты и тому подобное (в слепом полёте во время «болтанки»); состоит из гироскопа в так называемом карданном подвесе и пневматического или электрического привода.
- посох Якова — один из первых инструментов для астрономических наблюдений, служащий для измерения углов.
- ватерпас и уровень — для измерения малых углов отклонения поверхности от горизонтали.
- интерферометр оптический — для измерения показателей преломления прозрачных сред, определения угловых размеров звёзд и т. п. (см. Угол#Измерение углов).
- поляриметр — определение концентрации растворов оптически активных веществ по углу вращения плоскости поляризации света.